# Грисбак-о-Валь
Грисба́к-о-Валь (фр. Griesbach-au-Val) — коммуна на северо-востоке Франции в регионе Гранд-Эст (бывший Эльзас — Шампань — Арденны — Лотарингия), департамент Верхний Рейн, округ Кольмар — Рибовилле, кантон Вендзенем. До марта 2015 года коммуна административно входила в состав упразднённого кантона Мюнстер округа Кольмар.
Площадь коммуны — 4,73 км², население — 754 человека (2006) с тенденцией к стабилизации: 744 человека (2012), плотность населения — 157,3 чел/км².

## Население
Численность населения коммуны в 2011 году составляла 746 человек, а в 2012 году — 744 человека.
| 1962 | 1968 | 1975 | 1982 | 1990 | 1999 | 2006 | 2007 | 2011 | 2012 |
| ---- | ---- | ---- | ---- | ---- | ---- | ---- | ---- | ---- | ---- |
| 463  | 487  | 483  | 519  | 587  | 736  | 754  | 756  | 746  | 744  |

Динамика населения:

## Экономика
В 2010 году из 505 человек трудоспособного возраста (от 15 до 64 лет) 390 были экономически активными, 115 — неактивными (показатель активности 77,2 %, в 1999 году — 73,2 %). Из 390 активных трудоспособных жителей работали 355 человек (189 мужчин и 166 женщин), 35 числились безработными (21 мужчина и 14 женщин). Среди 115 трудоспособных неактивных граждан 41 были учениками либо студентами, 54 — пенсионерами, а ещё 20 — были неактивны в силу других причин.
На протяжении 2011 года в коммуне числилось 288 облагаемых налогом домохозяйств, в которых проживало 736,5 человек. При этом медиана доходов составила 21161 евро на одного налогоплательщика.

## Достопримечательности (фотогалерея)

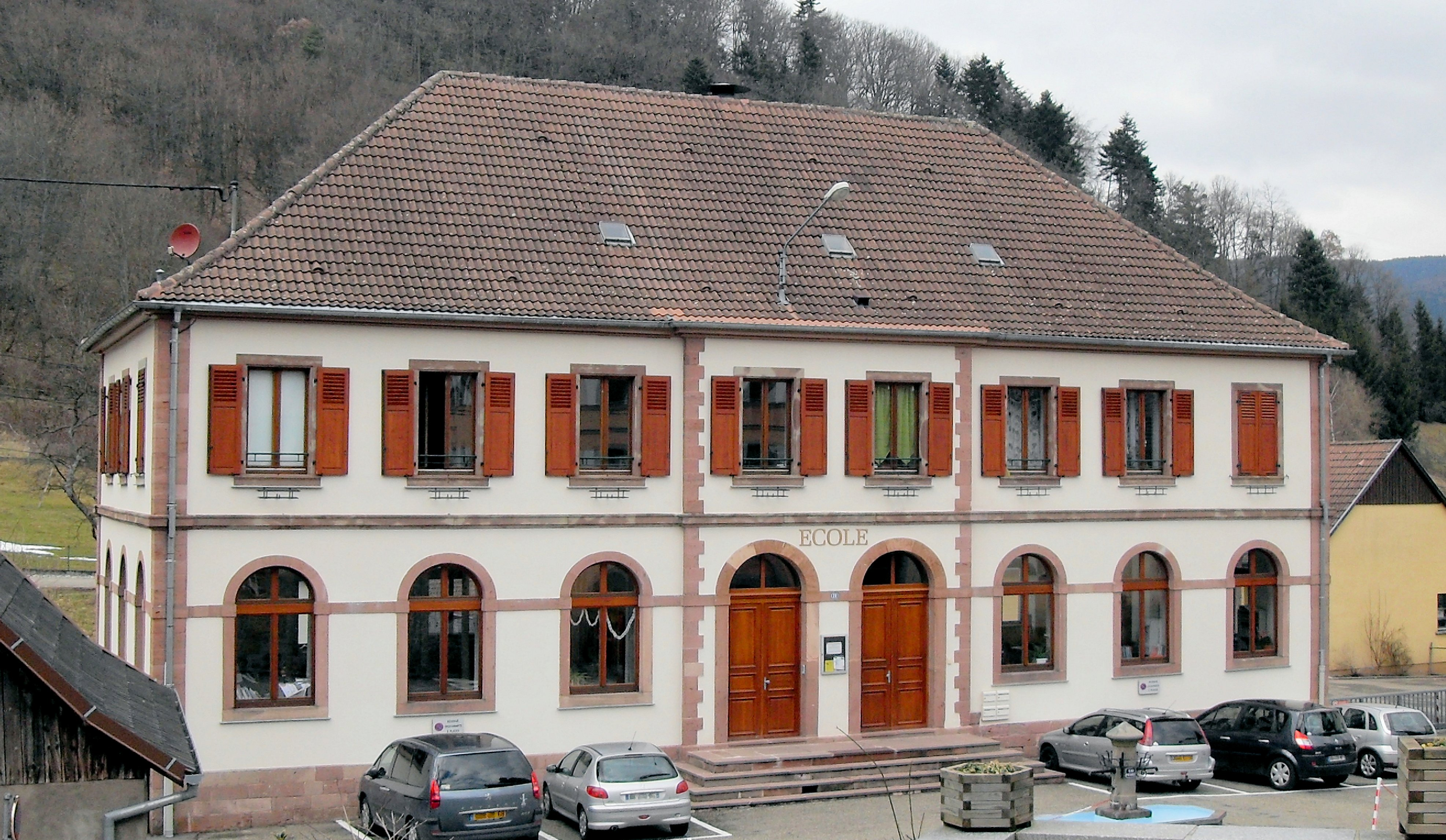
Здание школы
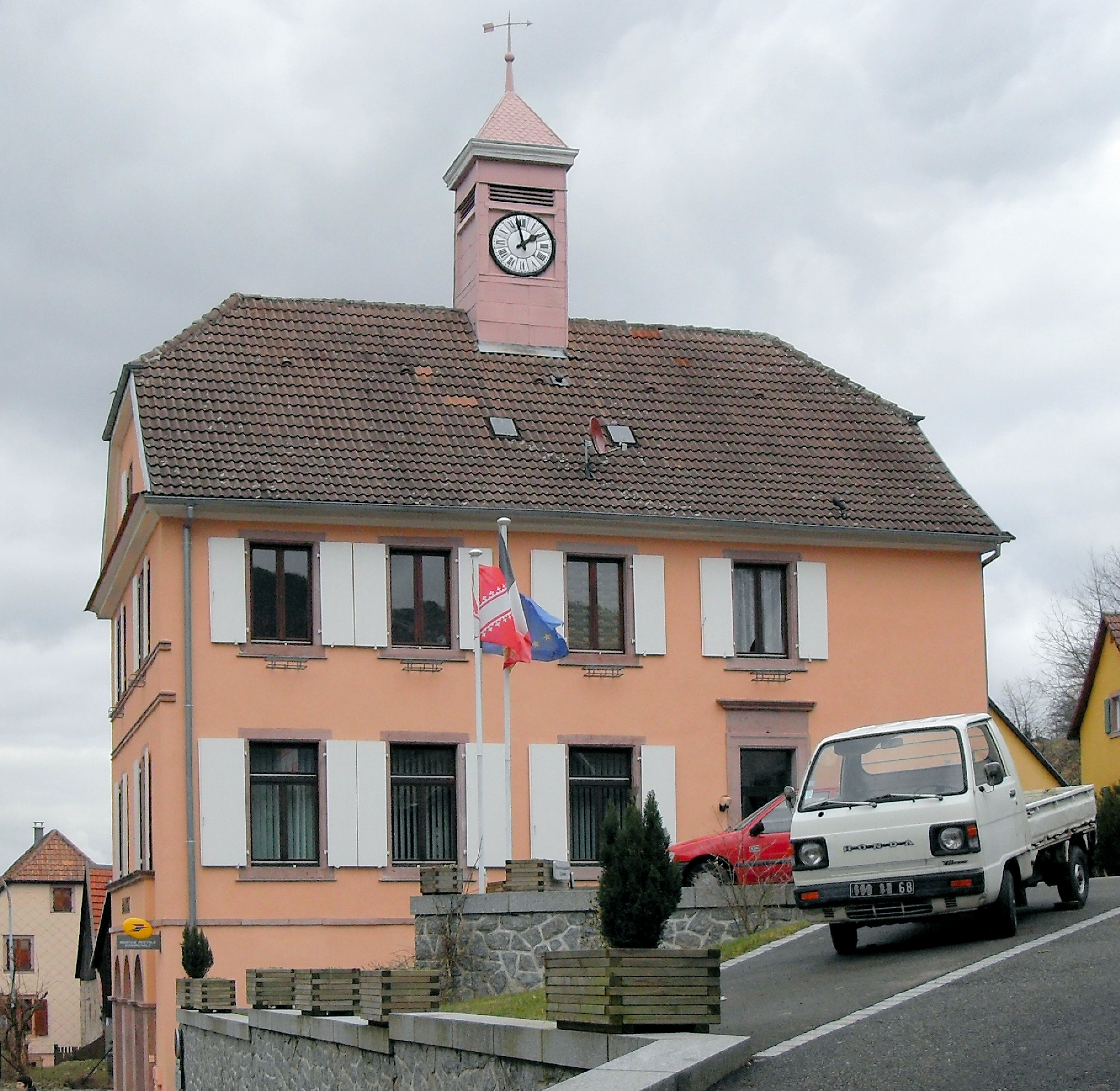
Здание мэрии